# Yoshiaki Fujita
Yoshiaki Fujita (født 12. januar 1983) er en japansk fodboldspiller, som spiller for den japanske fodboldklub Júbilo Iwata.